# David Výborný
Temple de la renommée du hockey tchèque :
David Výborný (né le 22 janvier 1975 à Jihlava en Tchécoslovaquie aujourd'hui ville de République tchèque) est un joueur professionnel de hockey sur glace qui évolue en tant qu'ailier droit.

## Carrière en club
Výborný fait ses premiers pas dans le hockey en jouant pour l'équipe du HC Sparta Prague dans le championnat de Tchécoslovaquie en 1990 puis dans le championnat tchèque (Extraliga) à la suite de la partition de la Tchécoslovaquie. Lors de la saison 1992-1993, il inscrit 20 buts et 44 points en 52 matchs pour le Sparta qui gagne le championnat cette année-là. Výborný est également et est élu meilleure recrue de l'année. À la fin de la saison, au cours du repêchage d'entrée dans la Ligue nationale de hockey, il est choisi par les Oilers d'Edmonton en seconde ronde (23e choix). Il reste encore une saison en Europe et inscrit 46 points pour le Sparta avant de rejoindre l'Amérique du Nord.
Il joue la saison 1994-1995 dans la Ligue américaine de hockey avec l'équipe affiliée à la franchise d'Edmonton : les Oilers du Cap-Breton. Il réalise une très bonne saison, mais préfère retourner jouer en Europe pour le Sparta. Après deux nouvelles saisons avec le Sparta et de nombreux points, il rejoint le championnat de Suède (Elitserien) et le MODO hockey où il devient le meilleur buteur de l'équipe. L'équipe accède aux demi-finales des séries éliminatoires mais perd contre le Djurgårdens IF.
Il revient une nouvelle fois la saison d'après jouer au sein du Sparta Prague avec qui il inscrit 70 points en 52 matchs et finit meilleur pointeur de la ligue avec 18 points d'avance. L'année d'après, il finit second meilleur pointeur et gagne avec son équipe le championnat. Ces deux années, il est sélectionné dans le Match des étoiles de l'Extraliga.
Le 8 juin 2000, Výborný signe avec la nouvelle franchise de la LNH, les Blue Jackets de Columbus. Lors de son premier match, le 7 octobre, il inscrit un but, mais ses résultats ne sont pas pour autant à la hauteur de ses résultats passés. Il finit tout de même la saison avec le plus de tirs de fusillade réussis par une recrue.
Durant le lock-out 2004-2005 de la LNH, Výborný retourne une fois de plus jouer dans son club de prédilection, le Sparta Prague.

### Records
- Blue Jackets de Columbus
  - Meilleur différentiel plus-moins de l'équipe
  - Plus grand nombre de matchs consécutifs joués.
- Ligue nationale de hockey: plus grand nombre de tirs de fusillade réussis par une recrue.

## Statistiques
| Saison     | Équipe                   | Ligue      |     | Saison régulière | Saison régulière | Saison régulière | Saison régulière | Saison régulière |   | Séries éliminatoires | Séries éliminatoires | Séries éliminatoires | Séries éliminatoires | Séries éliminatoires |
| Saison     | Équipe                   | Ligue      | PJ  | B                | A                | Pts              | Pun              | PJ               | B | A                    | Pts                  | Pun                  |                      |                      |
| 1990-1991  | HC Sparta Praha          | 1.liga     | 3   | 0                | 0                | 0                | 0                | -                | - | -                    | -                    | -                    |                      |                      |
| 1992-1993  | Sparta Prague            | 1.liga     | 52  | 20               | 24               | 44               | 0                | -                | - | -                    | -                    | -                    |                      |                      |
| 1993-1994  | Sparta Prague            | Extraliga  | 51  | 19               | 27               | 46               | 0                | -                | - | -                    | -                    | -                    |                      |                      |
| 1994-1995  | Oilers du Cap-Breton     | LAH        | 76  | 23               | 38               | 61               | 30               | -                | - | -                    | -                    | -                    |                      |                      |
| 1995-1996  | Sparta Prague            | Extraliga  | 40  | 12               | 30               | 42               | 32               | 12               | 7 | 6                    | 13                   | 10                   |                      |                      |
| 1996-1997  | Sparta Prague            | Extraliga  | 47  | 20               | 29               | 49               | 14               | 10               | 7 | 7                    | 14                   | 6                    |                      |                      |
| 1997-1998  | MODO hockey              | Elitserien | 45  | 16               | 21               | 37               | 34               | -                | - | -                    | -                    | -                    |                      |                      |
| 1998-2099  | Sparta Prague            | Extraliga  | 52  | 24               | 46               | 70               | 22               | 8                | 1 | 3                    | 4                    | 0                    |                      |                      |
| 1999-2000  | Sparta Prague            | Extraliga  | 50  | 25               | 38               | 63               | 30               | -                | - | -                    | -                    | -                    |                      |                      |
| 2000-2001  | Blue Jackets de Columbus | LNH        | 79  | 13               | 19               | 32               | 22               | -                | - | -                    | -                    | -                    |                      |                      |
| 2001-2002  | Blue Jackets de Columbus | LNH        | 75  | 13               | 18               | 31               | 6                | -                | - | -                    | -                    | -                    |                      |                      |
| 2002-2003  | Blue Jackets de Columbus | LNH        | 79  | 20               | 26               | 46               | 16               | -                | - | -                    | -                    | -                    |                      |                      |
| 2003-2004  | Blue Jackets de Columbus | LNH        | 82  | 22               | 31               | 53               | 40               | -                | - | -                    | -                    | -                    |                      |                      |
| 2004-2005  | Sparta Prague            | Extraliga  | 51  | 12               | 34               | 46               | 10               | 5                | 2 | 5                    | 7                    | 4                    |                      |                      |
| 2005-2006  | Blue Jackets de Columbus | LNH        | 80  | 22               | 43               | 65               | 50               | -                | - | -                    | -                    | -                    |                      |                      |
| 2006-2007  | Blue Jackets de Columbus | LNH        | 82  | 16               | 48               | 64               | 60               | -                | - | -                    | -                    | -                    |                      |                      |
| 2007-2008  | Blue Jackets de Columbus | LNH        | 66  | 7                | 19               | 26               | 34               | -                | - | -                    | -                    | -                    |                      |                      |
| 2008-2009  | Sparta Prague            | Extraliga  | 52  | 15               | 28               | 43               | 14               | 11               | 8 | 4                    | 12                   | 4                    |                      |                      |
| 2009-2010  | Sparta Prague            | Extraliga  | 51  | 8                | 32               | 40               | 49               | 7                | 1 | 2                    | 3                    | 4                    |                      |                      |
| 2010-2011  | Sparta Prague            | Extraliga  | 49  | 8                | 9                | 17               | 24               | -                | - | -                    | -                    | -                    |                      |                      |
| 2011-2012  | BK Mladá Boleslav        | Extraliga  | 41  | 8                | 22               | 30               | 22               | -                | - | -                    | -                    | -                    |                      |                      |
| 2012-2013  | BK Mladá Boleslav        | 1.liga     | 50  | 17               | 37               | 54               | 30               | 10               | 3 | 9                    | 12                   | 25                   |                      |                      |
| 2013-2014  | BK Mladá Boleslav        | 1.liga     | 40  | 13               | 42               | 55               | 24               | 5                | 1 | 2                    | 3                    | 2                    |                      |                      |
| 2014-2015  | BK Mladá Boleslav        | Extraliga  | 49  | 11               | 28               | 39               | 32               | 9                | 3 | 5                    | 8                    | 4                    |                      |                      |
| 2015-2016  | BK Mladá Boleslav        | Extraliga  | 42  | 8                | 17               | 25               | 20               | 1                | 0 | 0                    | 0                    | 0                    |                      |                      |
| Totaux LNH | Totaux LNH               | Totaux LNH | 543 | 113              | 204              | 317              | 228              | -                | - | -                    | -                    | -                    |                      |                      |

## Carrière internationale
Il a remporté avec l'équipe de République tchèque cinq titres de Champion du monde en 1996, 1999, 2000, 2001 et 2005, ce qui constitue le record national, qu'il détient en compagnie de František Kaberle, vainqueur les mêmes années.
Il a également participé aux Jeux olympiques de 2006 avec l'équipe tchèque qui remporta la médaille de bronze à Turin (Italie).
Il détient le record de sélections en équipe de République tchèque, avec 218, ainsi que le record national du nombre de participations aux Championnats du monde, 12.